# Орден Искандер-Салис
Орден Искандер-Салис («Солнце Александра») был учрежден в 1894 году в Бухаре. Являлся третьим по старшинству орденом Бухарского Эмирата. Этот орден учрежден в память императора Александра III. Орден предназначался только для награждения русских высокопоставленных чинов.

## Описание ордена

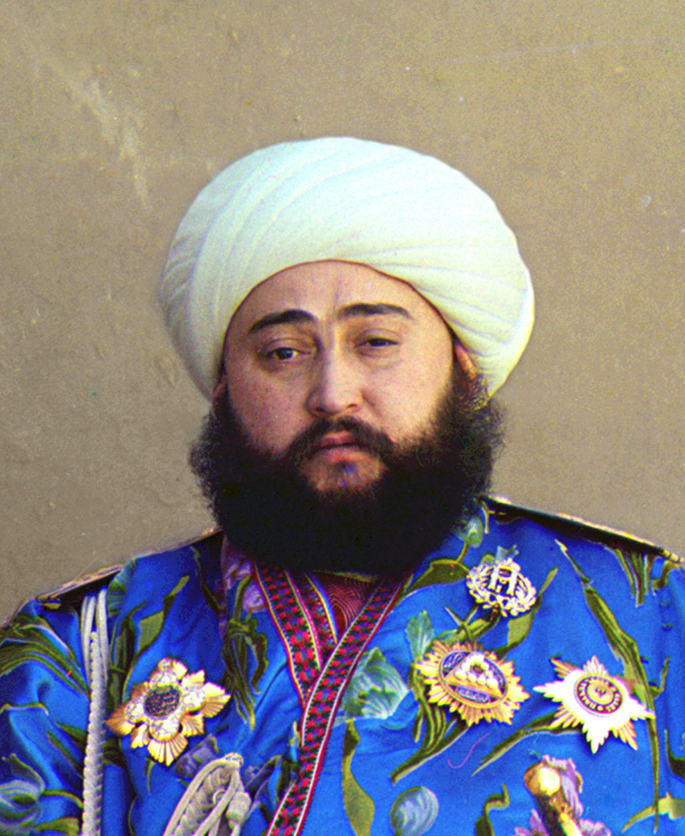
Звезда ордена на портрете эмира Сейид Алим-хана (на левой стороне груди — первая от центра)

В русской «Памятной книжке» за 1904 год говорится следующее: "Орден из чистого золота в виде звезды с 8-ю короткими лучами, покрытыми эмалированным орнаментом. В середине круга, в центре которого четыре бриллианта, расположенные в виде треугольника, означающего букву «А», под ней в маленьком кружочке цифра «три» в виде трех арабских единичек. Цифра окружена бриллиантами. Вокруг подпись «Орден Искандер Салис столичного города Благородной Бухары».
Знаки ордена «Солнце Александра» науке долгое время не были известны, но по предположению И. Г. Спасского, который опирается в своих исследованиях на фотографию эмира, орденскую звезду носили на левой стороне груди.
И. В. Можейко приводит более подробные сведения о знаках ордена Искандер-Салис: золотая застёжка к ордену тоже была сделана в виде треугольника, окруженного орнаментом из эмали, орденская лента была темно-красного цвета с белой полосой посередине.
Однако мнения относительно цвета ленты расходятся. По одним источникам, она была тёмно-красного цвета с белой полосой посередине, по другим — синяя.

## Кавалеры ордена Искандер-Салис
- Николай II
- Михаил Александрович — 19 мая 1898 года.
- Сергей Юльевич Витте — 1902 год
- Петр Аркадьевич Столыпин — 7 декабря 1906 года, Бухара.
- Владимир Александрович Сухомлинов — 1909 год.
- Михаил Иванович Драгомиров — 1898 год.
- Александр Александрович Мосолов
- Александр Фёдорович Редигер
- Алексей Андреевич Поливанов
- Георгий Дмитриевич Шервашидзе
- Мищенко, Павел Иванович, генерал-адъютант
- И. Г. Щегловитов — 1909 год

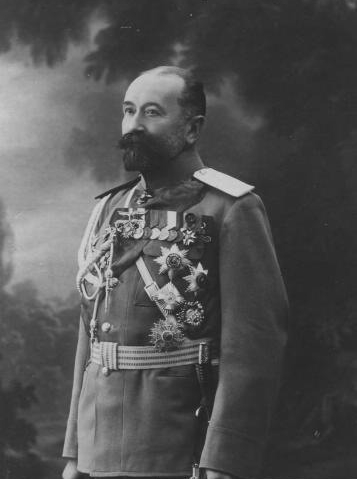
А. А. Поливанов со звездой ордена (нижняя во втором от центра ряду).
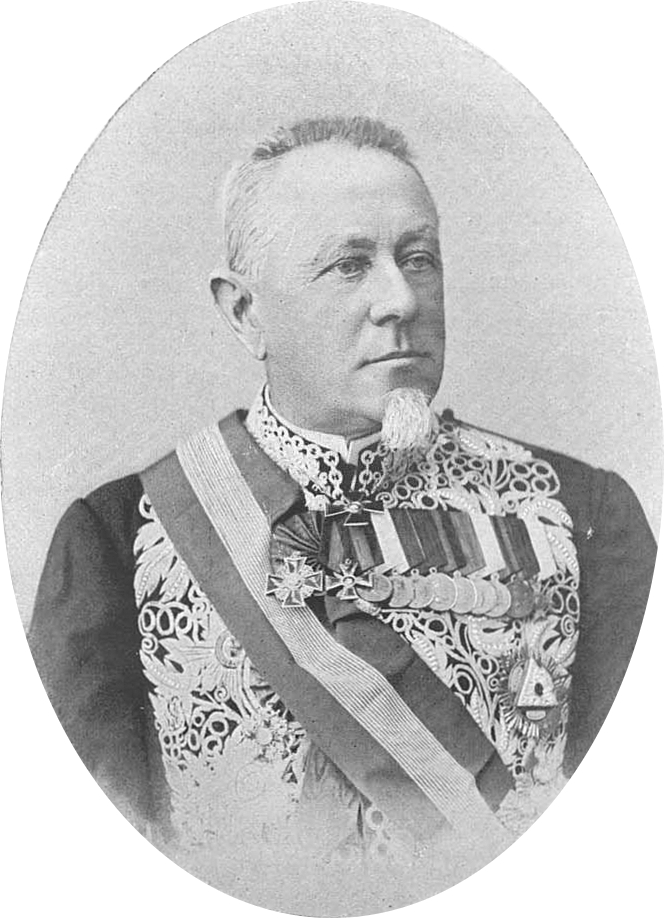
Князь М. И. Хилков со звездой ордена (на левой стороне груди — нижняя).